# レイク州
レイク州（レイクしゅう、英語: Lakes、アラビア語: البحيرات al-Buhayrat）は、南スーダンの州。国土のほぼ中央に位置している。州都はルンベク。面積40,235 km2、人口695,730人（2008年）。

## 地理
ワラブ州、北バハル・アル・ガザール州、西バハル・アル・ガザール州とともにバハル・アル・ガザール地方に属している。レイク州の東の境界は白ナイル川であり、川を挟んでジョングレイ州と接する。北東はユニティ州、北西はワラブ州、南西は西エクアトリア州、南は中央エクアトリア州と接する。

## 歴史
バハル・アル・ガザールは、1948年にエクアトリア地方から分割されて成立した。
2011年にスーダンから独立して南スーダンが成立してすぐに、南スーダン政府は首都を中央エクアトリア州のジュバからレイク州のラムシールへと移転する検討をはじめた。

## 行政区分
レイク州は、8つの郡に分かれている。
1. クエイベト郡（Cueibet County）
2. 北ルンベク郡（Rumbek North County）
3. 中央ルンベク郡（Rumbek Central County）
4. ウゥールー郡（Wulu County）
5. 東ルンベク郡（Rumbek East County）
6. 西イロール郡（Yirol West County）
7. 東イロール郡（Yirol East County）
8. アウェリアル郡（Awerial County）